# Фиктивни уговор
Фиктивни уговор је привидни уговор који не може да производи правна дејства. Привидан (симулирани или фиктиван) је онај уговор који није закључен као сагласност воља уговорних страна, него је настао као сагласност воље уговорних страна да се само створи привид (фикција) о закључењу уговора. Фиктивне правне послове треба разликовати од правног посла који се сматра законит, а није, код којег странке нису знале нити према околностима случаја могле знати да су закључиле неважећи правни посао, што значи да су биле савесне.

## Фиктивни уговори у теорији
Привидан уговор нема дејства међу уговорним странама. Али, ако привидан уговор покрива неки други уговор, тај други важи ако су испуњени услови за његову правну ваљаност. Привидност уговора не може се истицати према трећем савесном лицу. Заправо, постоји један уговор који странке хоће и привидни уговор који га прикрива, а који уговарачи не желе. Постоји неограничена могућност позивања, не само уговорних страна, већ и трећих лица на ништавост привидно закљученог уговора, односно искључено је захтевати поништење привидног уговора који је ван закона непостојећи. Захтев усмерен на поништење уговора ограничен је роковима и постоји у корист невиног уговарача само код рушљивих уговора који су имали одређене недостатке у време свог настанка.
Привидан уговор није онај уговор који уговорне странке, самога по себи, евентуално не би закључиле (нпр. нека особа бесплатно уступи другој одређену имовинску вредност путем уговора о поклону), али то учине ради постизања одређеног имовинског или другог допуштеног циља (стицање права на разне новчане додатке, ослобођење од пореза и друго).

## Врсте фиктивних уговора
Фиктивни уговор може бити било који уговор:
- Уговор о купопродаји
- Уговор о поклону
- Уговор о осигурању
- Уговор о закупу
- Уговор о раду[3]
- Уговор доживотном издржавању[4]
- Уговор о делу

као и многе друге врсте уговора, најчешћи су купопродајни фиктивни уговори.

## Злоупотреба фиктивног уговора у пракси
Фиктивни уговори се често злоупотребљавају у пракси, и то кроз све врсте уговора. Њихова ништавност им пружа предност те их стога људи склони малверзацијама често и користе.

### Злоупотреба код купопродајних уговора
У Србији је у последње време, веома честа примена фиктивних уговора. Уговорне стране користе ове уговоре како би довеле у заблуду треће лице. Међутим, чести су случајеви где једна уговорна страна склапа фиктивни уговор са другом уговорном страном са циљем да другу уговорну страну превари. На пример: Код нас можемо видети да власник стана прода тај стан не једном лицу, већ склопи неколико фиктивних уговора са различитим странкама и тиме изврши малверзацију, и на основу фиктивног купопродајног уговора, који је непостојећи и неважећи, он прода тај исти стан више пута, различитим странкама (купцима). Када ти купци схвате да су били преварени, немају основ за жалбу, јер су потписали уговор који није оверен у суду и самим тим је ништаван.

### Злоупотреба код избегавања пореза
Примена привидних уговора се користи и у продаји као резултат настојања уговорних страна да избегну обавезу плаћања пореза на промет некретнина или да се изигра право прече куповине. Тако уговорне стране у писмено закљученом уговору наводе једну цену, док је њихов усмено постигнут договор усмерен на плаћање друге, више цене. Код потписивања уговора о раду између послодавца и радника, због избегавања пореза на доходак, дешава се, да се у уговору наведе доходак који је најмањи могући по закону, а радник од послодавца добија још новца „на руке“.

### Злоупотреба код уговора о доживотном издржавању и уговора о поклону
Најчешће потешкоће у пракси судова у Србији настају приликом квалификације привидних уговора о доживотном издржавању или уговора о поклону. Кад странке закључењем привидног уговора о доживотном издржавању хоће да прикрију Уговор о поклону, тада је потребно приликом тумачења предметног уговора испитати и намеру странака, а не ослањати се само на дословно значење употребљених израза. Уколико је воља уговорних странака била усмерена на закључење уговора о поклону, а не уговора о доживотном издржавању, онда уговор о доживотном издржавању није ништав, него важи као уговор о поклону. Међутим, то не значи да ће сваки оверени уговор о доживотном издржавању у свим случајевима бити преведен као уговор о поклону.

## Одговорности и санкције
Врсте одговорности које могу проистећи као последица потписивања ових уговора као и санкције које их прате.
Потписивање фиктивних уговора може да изазове кривичну одговорност, као и привредни преступ. Уколико се потпише уговор на основу којег се продаје нека ствар која није у сопственом власништву, може се одговарати кривично.
Уколико директор неког предузећа склопи фиктивни уговор, може направити и привредни преступ.
Санкције које прате потписивање фиктивних уговора могу бити казна затвора, уколико се направи кривични преступ, или новчана казна уколико се направи привредни преступ.